# Megacranaus
Megacranaus is een geslacht van hooiwagens uit de familie Cranaidae.
De wetenschappelijke naam Megacranaus is voor het eerst geldig gepubliceerd door Roewer in 1913. 

## Soorten
Megacranaus omvat de volgende 2 soorten:
- Megacranaus areolatus
- Megacranaus pygoplus